# Sarfeet
Sarfeet o Sarfait, oficialment en àrab: صرفيت, és una petita població en la governació de Dhofar, Oman, en la costa de la Mar d'Aràbia, prop de la frontera amb el Iemen. Hi ha un lloc de control fronterer internacional entre Sarfait i la població d'Hawf, en el costat iemenita de la frontera.
Hi ha un centre de salut d'atenció primària, un dels tres centres que hi ha en la Wilaya de Dalkut. L'any 2017, aquest centre de salut va rebre 2.790 visites, el 8.7% de totes les visites que van rebre els tres centres de salut de la Wilaya.